# Ardices nexum
Ardices nexum là một loài bướm đêm thuộc phân họ Arctiinae, họ Erebidae.